# Schandlohn
Unter Schandlohn versteht man das Entgelt, das für Geschlechtsverkehr und andere Sexualleistungen im Rahmen der Prostitution bezahlt wird. In Deutschland wurden dafür früher die Begriffe Dirnenlohn oder Hurenlohn verwendet.

## Entwicklung des Begriffes
Da Prostitution prinzipiell am Rande der Legalität steht, gab es für Prostituierte lange Zeit keine rechtliche Handhabe gegen Schandlohn-Prellerei. Schon Karl Kraus mokierte sich in den 1900ern über seines Erachtens unmoralische Rechtsprechung um den Schandlohn.

## Österreich
Der Oberste Gerichtshof hatte 1990 überhaupt entschieden, dass die Entgeltleistung an Prostituierte  absolut nichtig sei (OGH SZ 62/123). Erst in einem Entscheid von 2012 sprach der OGH aus, dass Prostitution nicht per se sittenwidrig ist (OGH 18. April 2012 3 Ob 45/12g). Seither besteht für legal gemeldete Prostituierte eine Möglichkeit, den Lohn einzuklagen.
Der Schandlohn ist als Einkunft aus der Prostitution nach der Rechtsprechung des VwGH einkommensteuerpflichtig (VwGH 30. November 1987, 7/14/0165 = VwSlg 6263F/1987), und auch umsatzsteuerpflichtig.

## Deutschland
In Deutschland wird das Entgelt für Prostitution seit 2002 im Prostitutionsgesetz geregelt. Danach hat die Prostituierte einen rechtlichen Anspruch aus dem Prostitutionsvertrag auf das vereinbarte Entgelt.